# El Gallinal
El Gallinal es una aldea que pertenece a la parroquia de Serín en el concejo de Gijón (Principado de Asturias). Se encuentra a 162 m s. n. m. y está situado a 14,40 km de la capital del concejo, Gijón. 

## Población
En 2023 contaba con una población de 36 habitantes (INE 2023).